# Pampo-verdadeiro
Conhecido como pampo-verdadeiro, pampo-amarelo, pampo-cabeça-mole, pampo-real, palometa, enxova, cangueiro, sereia-da-Flórida ou sereia-americana (Trachinotus carolinus) é uma espécie de pampo do gênero Trachinotus que pertence a família Carangidae. A espécie foi descoberta em 1766 por Linnaeus. 
É uma espécie de pampo muito consumido no Brasil e em países caribenhos.

## Ecologia
Habitam águas costeiras próximos a praias arenosas, costões e estuários de água salobra. Os juvenis são frequentemente encontrados nos estuários e manguezais, raramente jovens são vistos próximos a recifes coralinos. É um predador de macrofauna, se alimentam de peixes pequenos e invertebrados.

## Distribuição
São encontrados no Atlântico Ocidental, Massachusetts até Flórida (EUA), Golfo do México, Mar do Caribe, Venezuela, Brasil e Argentina.

## Em cativeiro
Em Ubatuba, Brasil, vários alevinos foram criados em redes, eles apresentaram perda de peso acentuada e forte descoloração, através da observação de raspagem das brânquias ao microscópio de luz, foi identificada uma quantidade elevada de vermes da classe monogenea. 